# Neso (vệ tinh)
Neso (/ ˈniːsoʊ / NEE-soh; tiếng Hy Lạp: Νησώ), còn được gọi là Neptune XIII, là vệ tinh tự nhiên ngoài cùng được biết đến của Sao Hải Vương. Đó là một vệ tinh không đều được phát hiện bởi Matthew J. Holman, Brett J. Gladman và các đồng nghiệp vào ngày 14 tháng 8 năm 2002, tuy nhiên nó không được chú ý cho đến năm 2003. 

## Đặc điểm

### Quỹ đạo
Neso quay quanh Sao Hải Vương ở khoảng cách hơn 48 Gm (triệu km), khiến nó (tính đến năm 2015) trở thành vệ tinh xa nhất được biết đến của bất kỳ hành tinh nào. Tại củng điểm quỹ đạo, vệ tinh này cách Sao Hải Vương hơn 72 Gm. Khoảng cách này đủ lớn để vượt qua viễn điểm quỹ đạo của Sao Thủy, cách Mặt Trời khoảng 70 Gm. Neso cũng là vệ tinh có chu kỳ quỹ đạo dài nhất, 26,67 năm. Nó đi theo một quỹ đạo rất nghiêng và rất lệch tâm được minh họa trên sơ đồ liên quan đến các vệ tinh không đều khác của Sao Hải Vương (phải). Các vệ tinh phía trên trục hoành là thuận hành, các vệ tinh bên dưới là nghịch hành. Các đoạn màu vàng kéo dài từ màng ngoài tim đến đỉnh, cho thấy sự lệch tâm.

### Đặc điểm vật lý
Neso có đường kính khoảng 60 km (37 mi) dựa trên một suất phản chiếu giả định và giả sử mật độ trung bình 1,5 g / cm3, khối lượng của nó ước tính là 2 × 1017 kg.
Do sự giống nhau của các tham số của quỹ đạo với Psamathe (S/2003 N 1), người ta cho rằng cả hai vệ tinh không đều có thể có nguồn gốc chung trong việc một vệ tinh lớn hơn bị phá vỡ. 

## Tên gọi
Neso được đặt theo tên của một trong những Nereid (nữ thần biển). Trước khi công bố tên của nó vào ngày 3 tháng 2 năm 2007 (IAUC 8802), Neso được biết đến với tên gọi tạm thời, S/2002 N 4.